# Rama IX Super Tower
La Grand Rama 9 Tower (precedentemente nota come Rama IX Super Tower) è un grattacielo proposto a Bangkok, in Thailandia.

## Caratteristiche
Si prevede che l'edificio sarà alto 615 metri. Una volta completato, sarà l'edificio più alto della Thailandia, un record che ora è detenuto da Magnolias Waterfront Residences e uno dei più alti del mondo, nonché uno di quelli con più piani. I lavori dovrebbero iniziare nel 2022 e terminare cinque anni più tardi.